# Pyrola sororia
Pyrola sororia är en ljungväxtart som beskrevs av Heinrich Andres. Pyrola sororia ingår i släktet pyrolor, och familjen ljungväxter. Inga underarter finns listade i Catalogue of Life.